# Moravci
Moravci (em cirílico: Моравци) é uma vila da Sérvia localizada no município de Ljig, pertencente ao distrito de Kolubara, na região de Šumadija Kačer. A sua população era de 574 habitantes segundo o censo de 2011.

## Demografia
| 1948 | 1953 | 1961 | 1971 | 1981 | 1991 | 2002 | 2011 |
| ---- | ---- | ---- | ---- | ---- | ---- | ---- | ---- |
| 851  | 910  | 873  | 807  | 735  | 707  | 665  | 574  |